# St.-Martin-Kirche (Breselenz)
Die St.-Martin-Kirche (ⓘ) ist eine evangelisch-lutherische Kirche in Breselenz im niedersächsischen Landkreis Lüchow-Dannenberg. Sie geht auf einen hölzernen Vorgängerbau aus der Zeit um 1400 und einen späteren Massivbau zurück. Das heutige Kirchengebäude wurde 1859/60 als neugotischer Saalbau errichtet. Die Kirche gehört innerhalb der Landeskirche Hannover zum Kirchenkreis Lüchow-Dannenberg.

## Lage
Die Kirche liegt zentral im ehemaligen Rundlingsdorf Breselenz (Gemeinde Jameln) in der Samtgemeinde Elbtalaue im Landkreis Lüchow-Dannenberg. Nördlich der Kirche befindet sich das Gemeindehaus; nordöstlich das alte Pfarrhaus.

## Geschichte
Eine erste Kirche in Breselenz entstand um das Jahr 1400. Dieser Ursprungsbau war eine schlichte Holzkirche, die erst später durch einen Massivbau ersetzt wurde. Aus Altarbildern lässt sich schließen, dass es mit großer Wahrscheinlichkeit eine Marienkirche war. Im Dreißigjährigen Krieg wurde die Kirche 1635 durch kursächsische Söldner geplündert und beschädigt.
Am 15. Mai 1859 entschied sich die Gemeinde für einen Neubau des Kirchengebäudes. Dieser entstand nach einem Entwurf des Landbauinspektors Robert Friedrich Rhien in Nienburg, der einen fünfachsigen Backsteinbau mit hohen dreibahnigen Rundbogenfenstern, flachen Holzdecken und einer Orgelempore nach Westen vorsah. 1860 wurde der Kirchenneubau fertiggestellt. Im Jahr 1953 wurde das Innere des Kirchenraums neu gestrichen und es kam zu weiteren Renovierungsmaßnahmen, da die Wände durch starken Salpeteranfall feuchte Stellen aufwiesen. Von 2005 bis 2007 fand erneut eine Renovierung und Umgestaltung statt, bei der besonders im Chorraum Teile der ursprünglichen Ausstattung des 19. Jahrhunderts wiederhergestellt wurden.

## Architektur

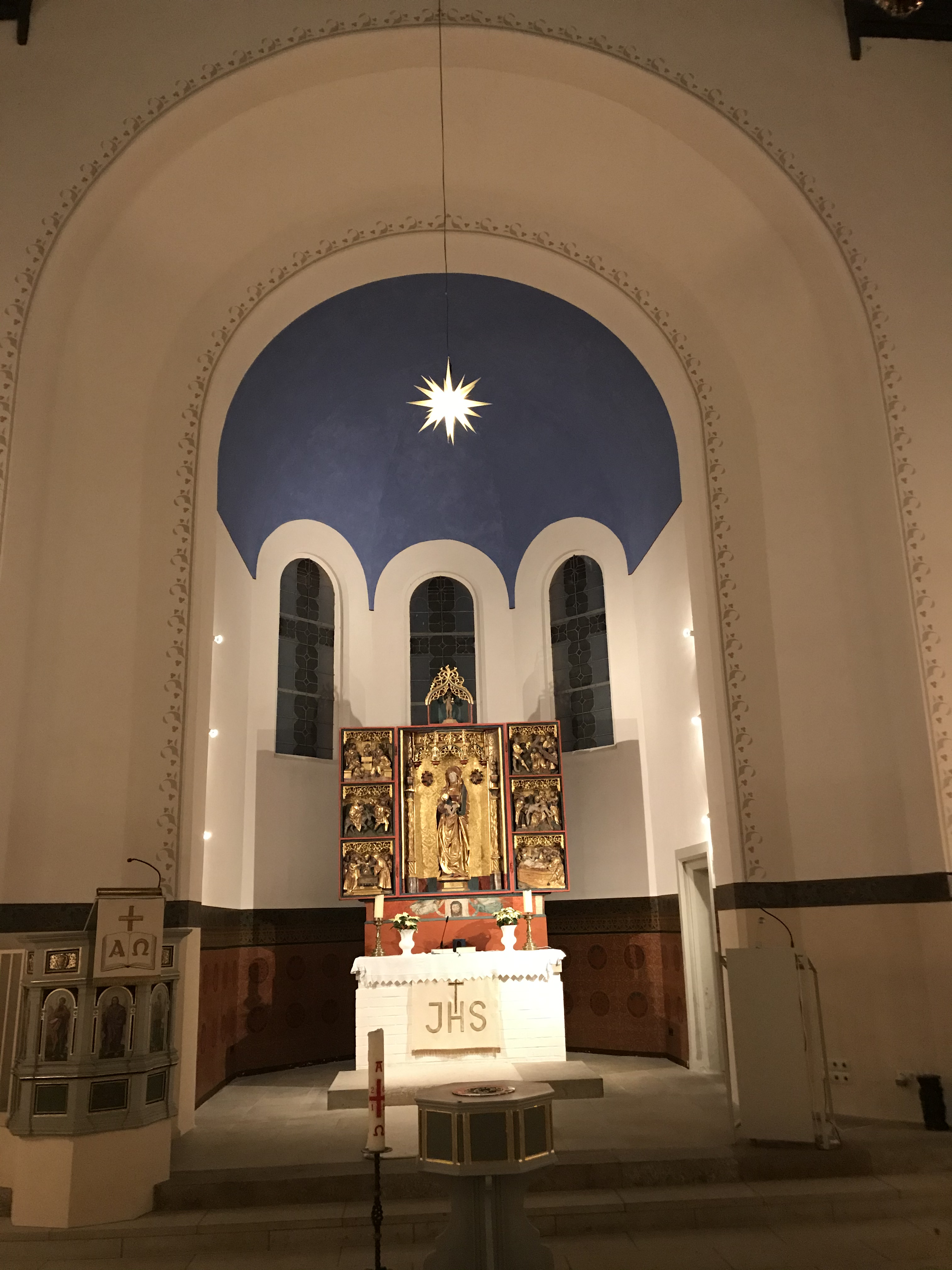
Romanischer Rundbogen, der zum Chor führt

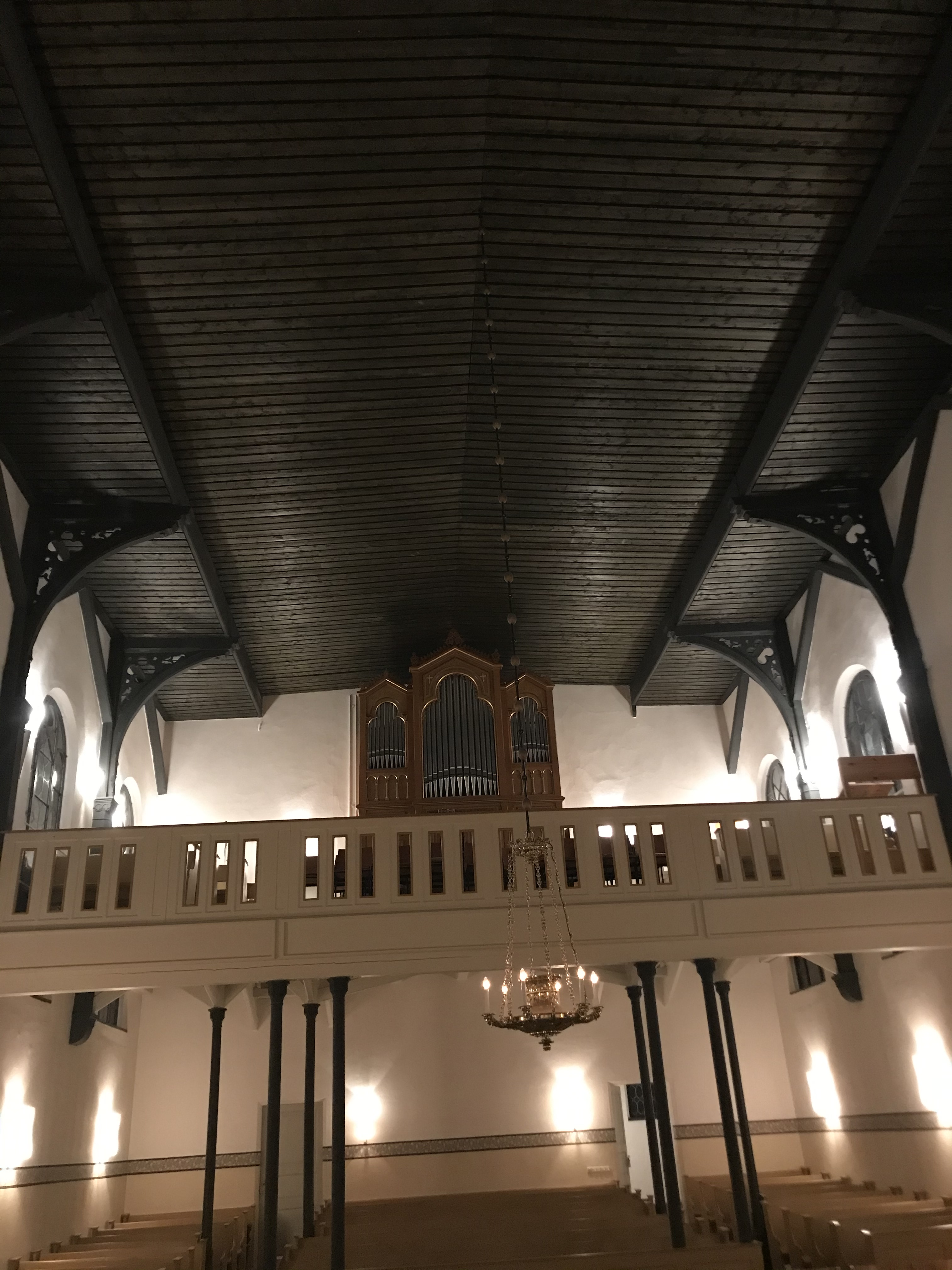
Eine Holzdecke, die sich über das gesamte Kirchenschiff zieht

Die Kirche in Breselenz ist ein für ein Dorf auffallend großes Backsteingebäude mit einem Westturm, der im Jahre 1931 erbaut wurde und eine Höhe von ca. 25 m aufweist. Die Kirche ist aufwändiger und detaillierter gebaut als andere Kirchen der näheren Umgebung.

### Außen
Die St.-Martin-Kirche ist ein historisches Backsteingebäude mit einem Westturm, einem Schiff und einem Chor. Außen an der Türseite lässt sich eine Tafel sehen, die davon kündet, dass die Kirchenvorsteher aus Breselenz, Jameln, Breese, Teichlosen und Platenlaase mit ihrem Vorsitzenden Pastor die Kirche erbaut haben, so wie sie heute (2020) nach zu sehen ist.

### Innen
Der neuromanische Saalbau wird oberhalb mit einer Holzdecke abgeschlossen. Auf der ungewöhnlich großen Empore finden die Orgel sowie zahlreiche Besucher Platz. Der Chor wird von einem romanischen Rundbogen, welcher mit einer Ranke verziert ist, eingeleitet und trennt sich durch eine Erhöhung durch zwei Stufen vom Schiff ab. Zur linken Seite ist die Kanzel mit ausschraffierten Bildern von Jesus und den Evangelisten sowie einigen Schiftwappen von Herrn und Frau Fritz von dem Berge zu sehen.
Frontal zu sehen ist der Marienaltar. Nach der Renovierung von 2005 bis 2007 wurden im Chorraum drei Fenster, die in den 1960er Jahren zugemauert wurden, nach alten Fotografien neu eingebaut. Der vordere Bereich der Kirche ist mit Stühlen ausgestattet, während im hinteren Bereich sowie auf der Empore Holzbänke stehen.

## Ausstattung
Die Kirche enthält folgende Ausstattungen:

### Altar
Der Schnitzaltar aus dem frühen 16. Jahrhundert, der sogenannte Marienaltar, wurde aus der alten Kirche in die neuerbaute übernommen. Er ist das wertvollste Werk der Ausstattung. Im Mittelschrein auf altem Goldgrund ist eine weibliche Figur, vermutlich Maria, zu erkennen. Zu beiden Seiten befinden sich zwei Schriftwappen, in den Flügeln werden je drei Reliefs aus dem Marienleben und der Passion dargestellt. Limks ist die Darstellung im Tempel, rechts die Kreuztragung, Kreuzabnahme und Grablegung abgebildet. Über dem Schrein ist der Christusknabe mit einer Weltkugel in den Händen dargestellt.

### Kanzel

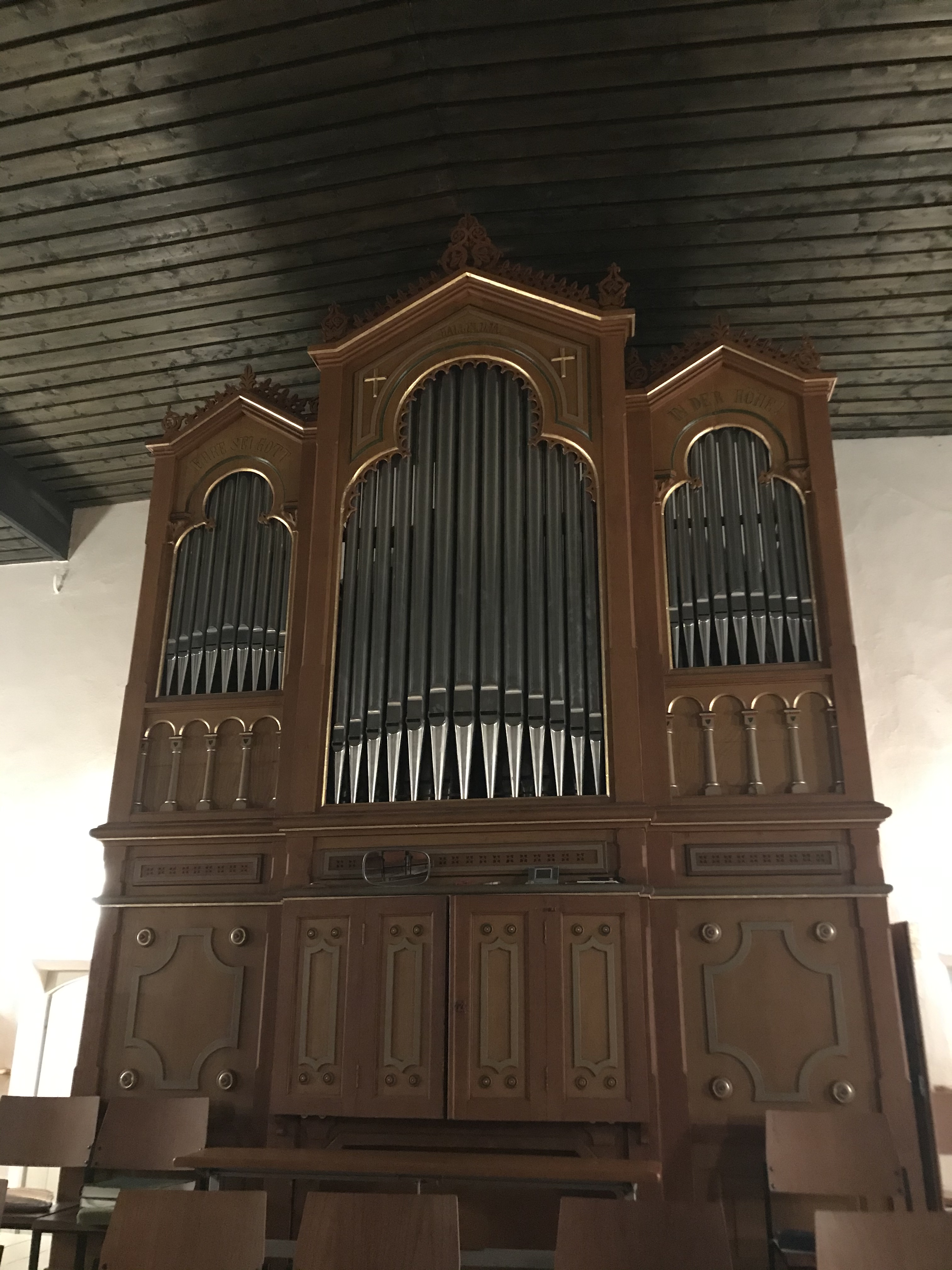
Die Orgel der Kirche in Breselenz.

Die Kanzel wurde um das Jahr 1600 aufgestellt. Sie ist ein Geschenk des Herrn Fritz von dem Berge. Noch heute ist an der Kanzel sein Wappen und das seiner Frau unter den Bildern von Jesus Christus und der vier Evangelisten zu sehen.
Herr Fritz von dem Berge war in Gümse sesshaft und war Hauptmann zu Bleckede.

### Orgel
Die Furthwängler-Orgel ist im Jahre 1879 erstellt worden. Der Kaufpreis betrug 3500 Mark. Ein elektrisches Orgelgebläse wurde im Jahre 1954 eingebaut. 1917 wurden die Prospektpfeifen zu Kriegszwecken genutzt und durch Zinkpfeifen ersetzt.

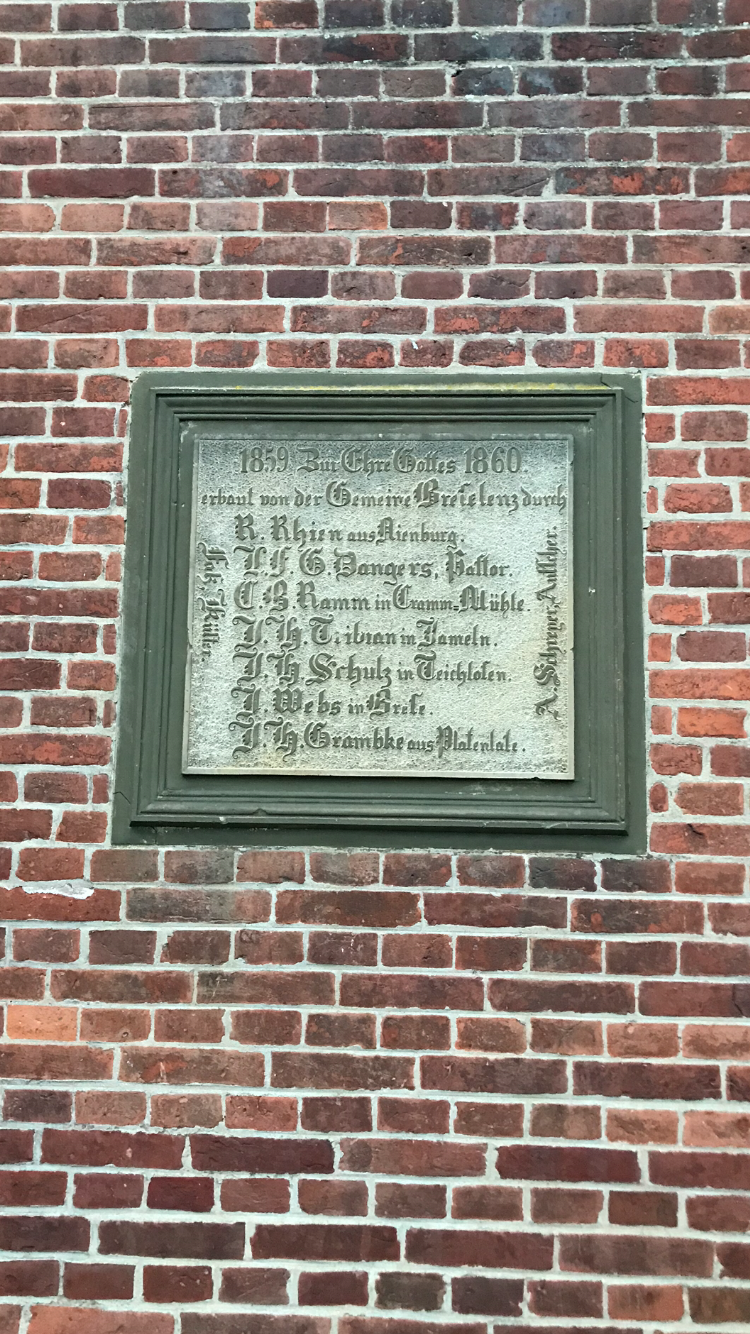
Die Schrifttafel der Erneuerung der Kirche.
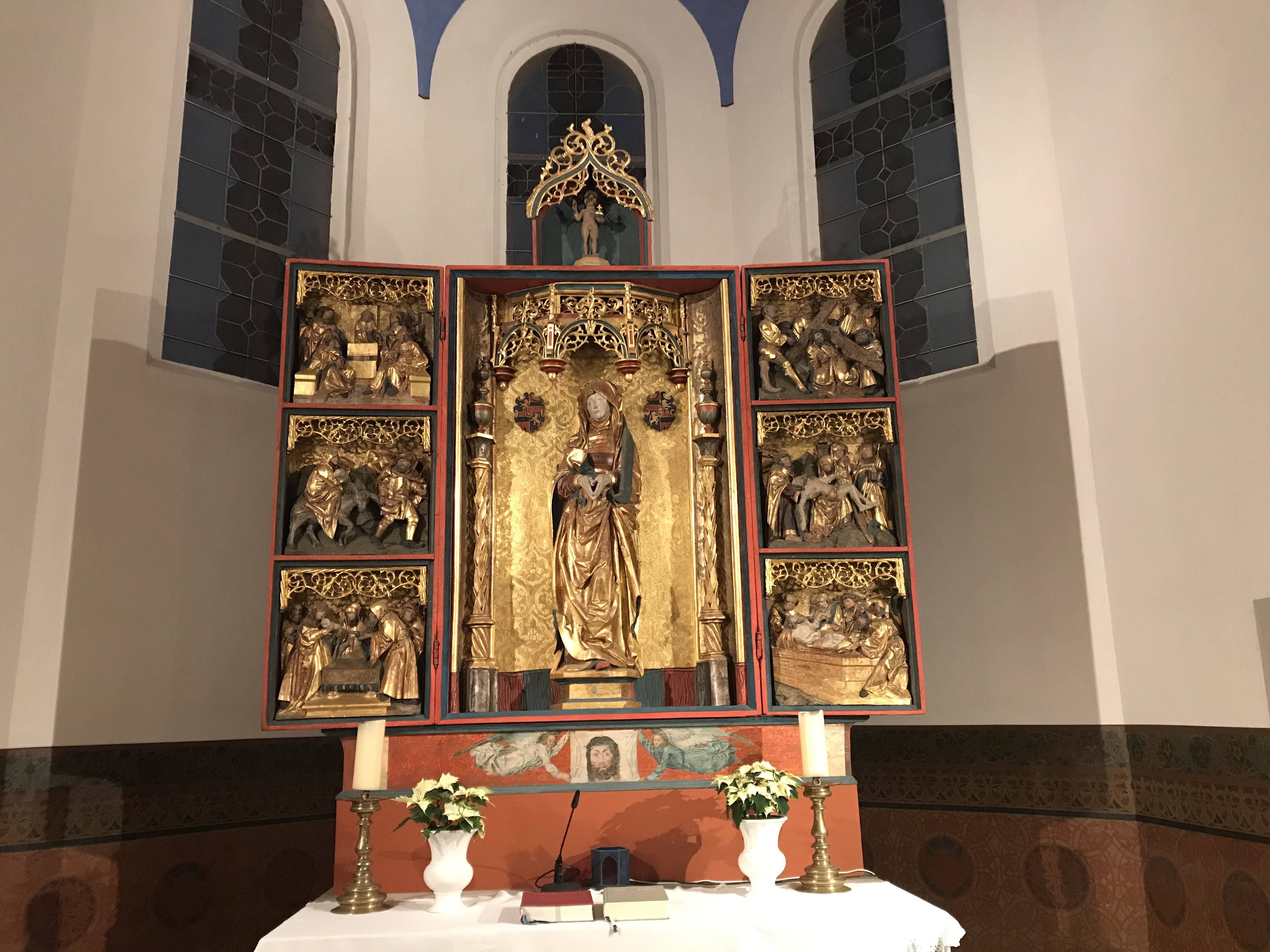
Der Marienaltar der Kirche in Breselenz.
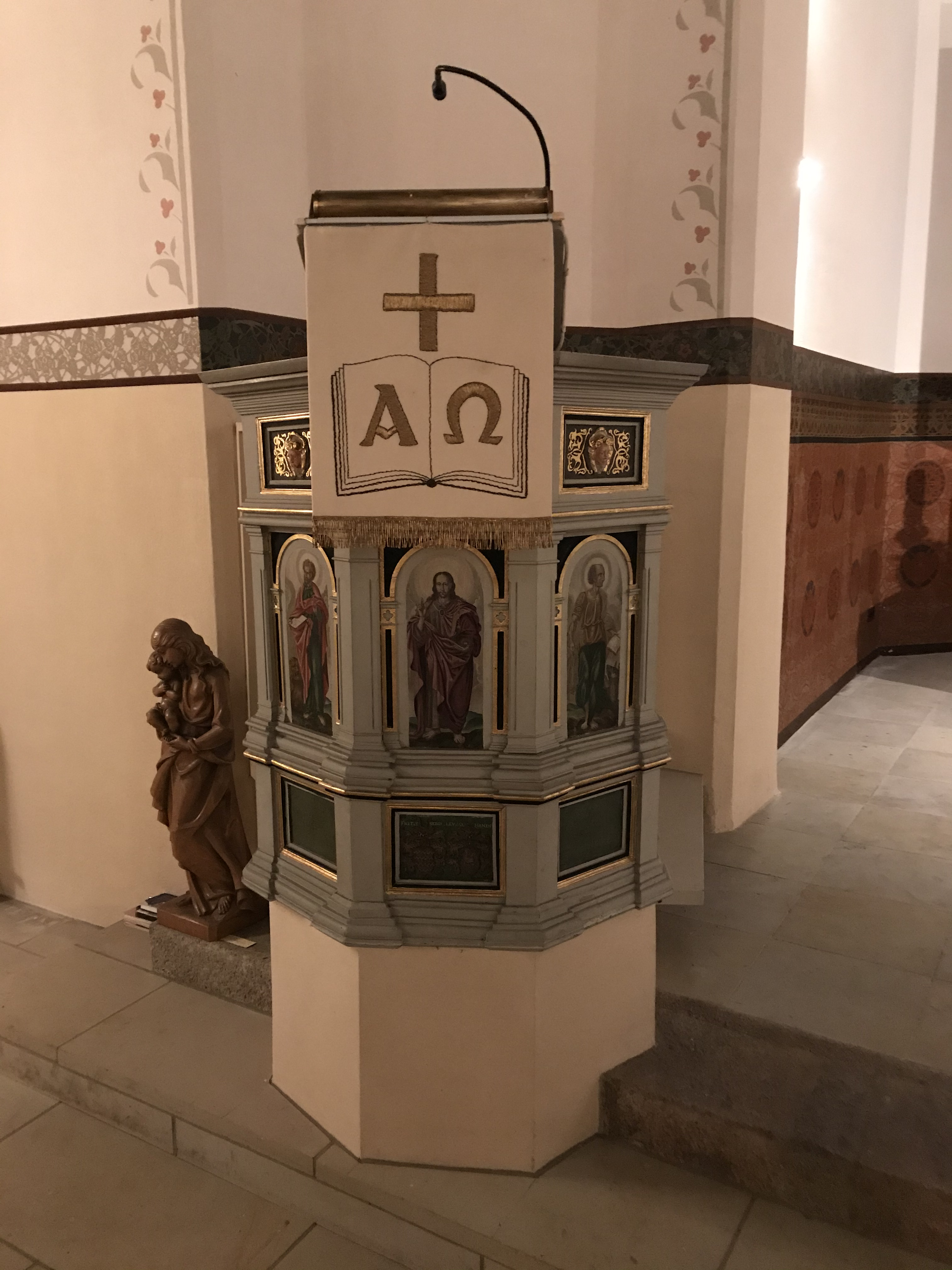
Die Kanzel, ein ursprüngliches Geschenk von Familie Fritz.

## Glocken
Von 1458 bis 1966 besaß die Kirchengemeinde Breselenz nur eine Glocke. Sie war aus Bronze und wog ca. 500 kg. 1966 wurde eine zweite Glocke durch Superintendent Wallmann aus Dannenberg geweiht. Die alte Glocke von 1458 wurde im Jahr 2018 repariert und durch Propst Stephan Wichert-von Holten wieder in Betrieb genommen.

## Pastoren der Kirchengemeinde Breselenz (ab 1905)
Folgende Pastoren übten in der Kirchengemeinde ihren Dienst aus:
1. 1905–1919: Heinrich Julius Hermann Seifert
2. 1919–1938: Eduard Walter Kühnert
3. 1938–1947: Karl Heinz Tomczak
4. 1947–1973: Richard Kneifel
5. 1973–1982: Jürgen Temme
6. 1983–1991: Ursel Conrad
7. 1992–2001: Gabriele Knoblauch († 1999) und Bernd Knoblauch
8. ab 2001: Michael Gierow

## Umgebung der Kirche

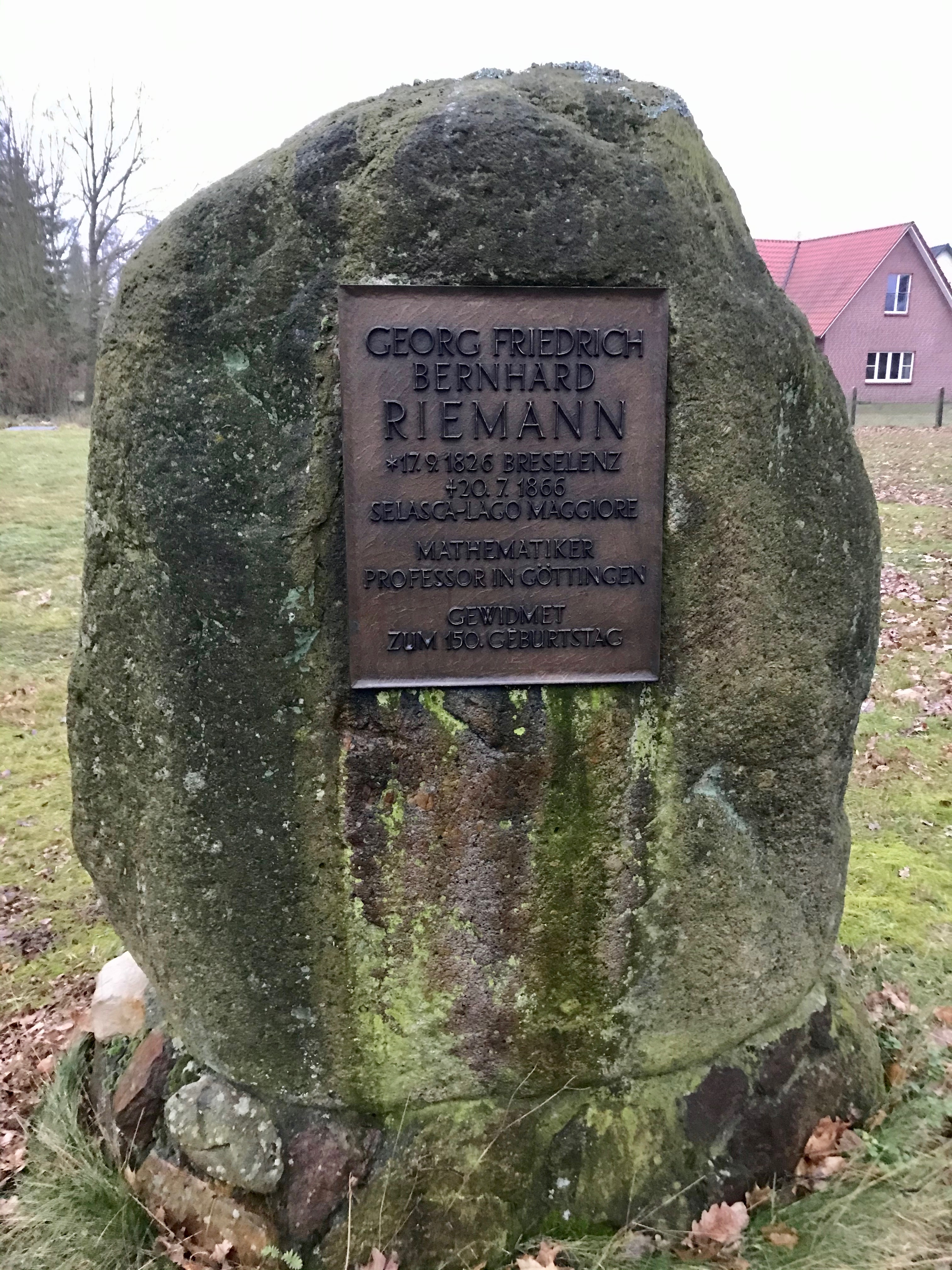
Denkmal für Bernhard Riemann

Im nördlichen Umfeld der Kirche herum befinden sich das von 1995 bis 1996 um einen kompletten Neubau erweiterte Gemeindehaus, das neue Pfarrhaus von 1956 und zwei Denkmäler. Das Denkmal unmittelbar vor der Kirche erinnert an Kriegsgefallene des Zweiten Weltkrieges. Das zweite Denkmal auf dem Kirchenplatz, das vom Chor aus hinter der Kirche steht, erinnert an Bernhard Riemann, nach dem eine Straße in Breselenz benannt wurde.
Nordöstlich der St-Martins-Kirche befindet sich das alte Pfarrhaus. Das Kirchengelände wird von einer markanten Steinmauer umfasst.